# Ricsige
Ricsige est roi de Northumbrie entre 873 et 876.

## Biographie
En 872, les Northumbriens chassent du pays le roi Ecgberht Ier, mis au pouvoir par les Vikings en 867, ainsi que l'archevêque d'York Wulfhere. Si ce dernier peut rentrer au pays, Ecgberht meurt l'année suivante et Ricsige est élu roi de Northumbrie. Il occupe le trône pendant trois ans. Ecgberht II lui succède.
Les chroniques rapportent qu'en 876, le roi viking Halfdan procède à un partage de la Northumbrie où il s'établit comme roi. Les modalités exactes de ce partage ne sont pas claires. La lecture traditionnelle des sources attribue l'ancien Deira (sud de la Northumbrie) à Halfdan et l'ancienne Bernicie (nord du royaume) à Ricsige et Ecgberht II, mais le fait que Halfdan soit capable de mener des campagnes contre les Pictes et le Strathclyde, au nord de la Bernicie, suggère que ce découpage ne correspond pas forcément à la réalité.
D'après Roger de Wendover, Ricsige meurt « le cœur brisé » en 876. Il est peut-être le père d'un certain Eadred « filius Rixinci » qui, selon Siméon de Durham, tue un certain « princeps Eardulfus » avant de se réfugier auprès de l'évêque de Lindisfarne Cuthheard.